# Niasse
De Niasse, de Kumpo en de Samay zijn drie traditionele figuren in de mythologie van de Diola in de Casamance (Senegal) en ook in Gambia. Ze spelen een belangrijke rol in het sociale leven van de traditionele dorpsgemeenschap.
Op geregelde tijdstippen in de loop van het jaar, bijvoorbeeld tijdens de Journées culturelles, wordt een traditioneel dansfeest in het dorp georganiseerd.
Ze zijn alle drie gemaskerde figuren. De Kumpo is volledig met palmbladeren bedekt en wordt beschouwd als een geest. De Niasse en de Samay hebben meer de kenmerken van een mens en hebben relatief weinig onderlinge verschillen. De dans van de drie is enigszins verschillend. Verdere uiterlijke verschillen zijn:
| Kenmerk | Samay                        | Niasse                      | Kumpo                    |
| ------- | ---------------------------- | --------------------------- | ------------------------ |
| Arm     | Een enkele arm               | Twee armen                  | Verkleed in palmbladeren |
| Hoorn   | Heeft hoorns                 | Heeft geen hoorns           | Geen hoorns              |
| Stok    | Draagt één enkele lange stok | Gebruikt twee korte stokken | Eén stok op het hoofd    |

## Andere mythologische figuren
- Kumpo
- Samay